# Зірка Улугбека
«Зірка Улугбека» — радянський художній історично-біографічний фільм 1964 року, знятий режисером Латіфом Файзієвим на кіностудії «Узбекфільм».

## Сюжет
Про життя просвітителя, вченого, засновника обсерваторії султана Мухаммеда Тарагая Улугбека (1394—1449), правителя Самарканда. Улугбек (Шукур Бурханов) був улюбленим онуком Тимура, але виріс несхожим на діда, жорстокого завойовника. Вночі він вивчав зірки, створював таблиці руху небесних тіл, а вранці вдягав чалму султана. Улугбеку довелося боротися з реакційними силами в тодішній Середній Азії, особливо з духовенством, яке чинило опір усім його прогресивним починанням. Ходжа Ахрар, голова мусульманського духовенства, пропонує Улугбеку свою підтримку, якщо він перестане займатися наукою. Але Улугбек не приймає такої пропозиції. Він і так шкодує, що часті військові походи та внутрішні смути відривають його від наукових занять. Переконавшись у зраді свого сина Абдуллатіфа, Улугбек виганяє його. Син піднімає заколот, тримає в облозі місто. У Самарканді голод та розруха. Улугбек вирішує залишити місто і зректися престолу. Використовуючи обстановку, дервіші громлять обсерваторію, спалюють книги, а найнята і підіслана сином людина вбиває Улугбека.

## У ролях
- Шукур Бурханов — Улугбек (дублював Сергій Курилов)
- Алим Ходжаєв — Ходжа Ахрар, духовний голова мусульман (дублював В. Балашов)
- Н. Камбарова — Фіруза-ханум, дружина Улугбека (дублювала Н. Зорська)
- Ульмас Аліходжаєв — Алі Кушчі (дублював О. Голубицький)
- Хамза Умаров — Абдураззак (дублював О. Мокшанцев)
- Раззак Хамраєв — Фарман-шах (дублював А. Алексєєв)
- Мукаррама Камалова — Хайрінісо, дочка Сайїда, дружина Алі Кушчі (дублювала А. Кончакова)
- С. Ікрамов — Шайхульїслам, духовний наставник Улугбека
- Набі Рахімов — Бобо Кайфі
- Нігмат Касимов — Пірі Зіндоні
- Хашим Гадоєв — Шахзаде Абдуллатіф
- Аббас Бакіров — Аббас (дублював Павло Винник)
- Хікмат Латипов — Сайїд Абід (дублював К. Тиртов)
- Сайфі Алімов — астролог (дублював Євген Тетерін)
- Рахім Пірмухамедов — кухар (дублював С. Цейц)
- Шарафат Шакірова — епізод
- Шералі Пулатов — епізод
- Санат Діванов — епізод
- Сагат Таліпов — дервіш
- Мар'ям Якубова — епізод
- Софія Туйбаєва — епізод
- Уктам Лукманова — Каромат

## Знімальна група
- Режисер — Латіф Файзієв
- Сценарист — Максуд Шейх-заде
- Оператор — Олександр Панн
- Композитори — Михайло Зів, Дані Закіров
- Художники — Емонуель Калонтаров, Нариман Рахімбаєв